# Giulio Tremonti

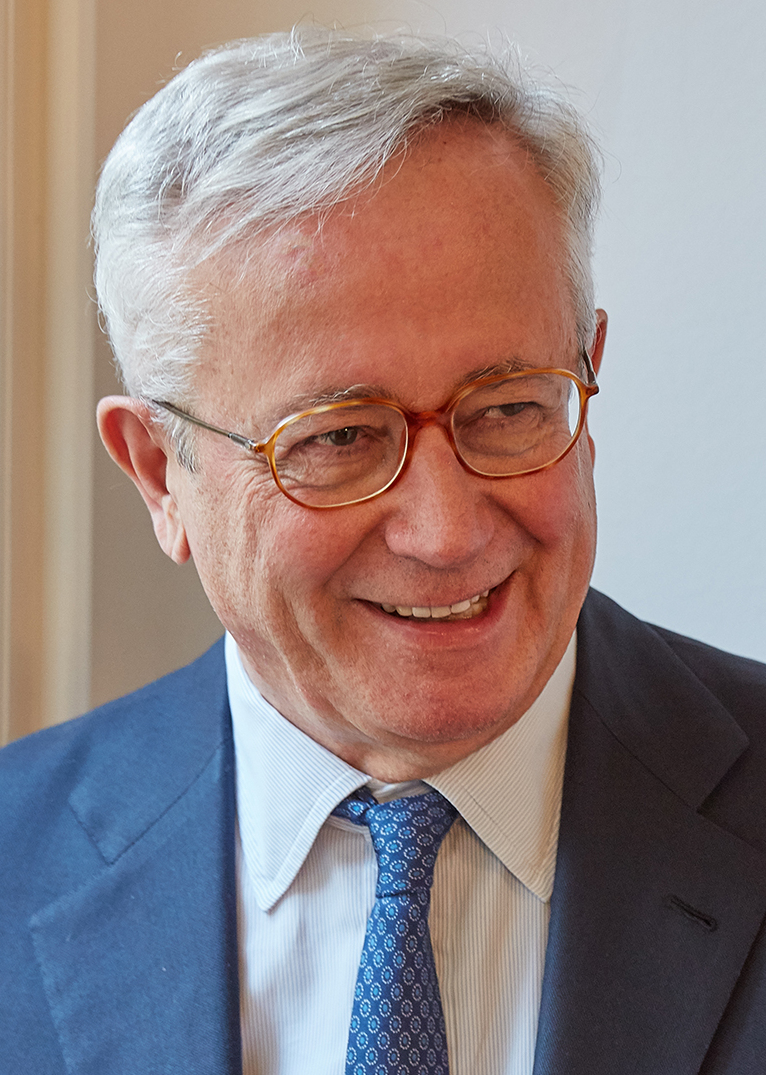
Giulio Tremonti (2018)

Giulio Carlo Danilo Tremonti (* 18. August 1947 in Sondrio) ist ein italienischer Politiker, Hochschullehrer und Jurist. Er war insgesamt vier Mal italienischer Finanz- und Wirtschaftsminister unter Silvio Berlusconi, nämlich von Mai 1994 bis Januar 1995, von Juni 2001 bis Juli 2004, von September 2005 bis Mai 2006 und von Mai 2008 bis November 2011.

## Politische Karriere

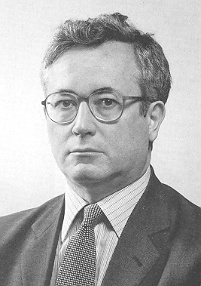
Tremonti im Jahr 1994

Tremonti ist Professor der Rechtswissenschaft an der Universität Pavia und zudem Fachanwalt für Steuerrecht. Er war auch Gastdozent am Institute of Legal Practice in Oxford. Seine politische Karriere begann er 1987 im Partito Socialista Italiano, in dem er Gianni De Michelis nahestand und Mitarbeiter- und Beraterfunktionen im italienischen Finanzministerium innehatte. 1994 wurde er als Mitglied der in der Mitte positionierten Reformpartei Patto Segni erstmals in die Abgeordnetenkammer gewählt, schloss sich aber noch im selben Jahr der Forza Italia an und wurde Finanzminister im ersten Kabinett Berlusconi.
Durch seine Freundschaft mit Umberto Bossi, dem Vorsitzenden der Lega Nord, gelang ihm eine Wiederannäherung Berlusconis an die Lega, die im Jahr 2000 zur Gründung des Mitte-rechts-Bündnisses Casa delle Libertà führte. Tremontis Positionen entsprechen oftmals mehr den Positionen der autonomistischen Lega als denen seiner eigenen Partei, weshalb er vielfach als ein Leghista mit dem Parteibuch der Forza Italia bezeichnet wurde. Insbesondere tritt er für föderalistische Reformen sowie für mehr Autonomie der norditalienischen Regionen Lombardei und Venetien ein.
Von 2001 bis 2004 übernahm er in der zweiten Berlusconi-Regierung die Funktion des Finanz- und Wirtschaftsministers, trat dann aber – wegen der massiven Kritik aus den Reihen der Alleanza Nazionale an seiner Haushaltspolitik – zurück.
Im September 2005 kehrte er erneut ins Amt zurück, um seinen zurückgetretenen Nachfolger Domenico Siniscalco zu ersetzen und für die Verabschiedung des Haushalts 2006 zu sorgen. Gleichzeitig bekleidete er im dritten Kabinett Berlusconi die Funktion des stellvertretenden Ministerpräsidenten.
Für die 15. Legislaturperiode (2006–2008) wurde Tremonti als Vertreter der Opposition zu einem der Vizepräsidenten der Abgeordnetenkammer gewählt. Im vierten Kabinett Berlusconi war Tremonti nochmals Finanz- und Wirtschaftsminister. Im Januar 2009 hat Tony Blair, britischer Premierminister von 1997 bis 2007, ihn als „den gebildetsten Wirtschaftsminister in Europa“ bezeichnet. Forza Italia ging 2009 in der Sammelpartei Il Popolo della Libertà (PdL) auf, der Tremonti anschließend angehörte. Zum Ende der Amtszeit hin (2011) traten die politischen Gegensätze zwischen Berlusconi und Tremonti immer deutlicher zutage.
Im Oktober 2012 gründete er aber seine eigene Partei: die Lista Lavoro e Libertà („Liste Arbeit und Freiheit“, kurz 3L). Diese schloss im Dezember 2012 ein Bündnis mit der Lega Nord, mit der sie in der Folgezeit gemeinsam zu Wahlen antrat. Bei den Parlamentswahlen 2013 trat Tremonti als Spitzenkandidat der Lega Nord für den Senat an. Zwei Monate nach der Wahl trat er aber aus der Senatsfraktion der Lega Nord aus und schloss sich der Fraktion Grandi Autonomie e Libertà an. Sein Mandat endete im März 2018.
Tremonti wurde gemeinsam mit seinem ehemaligen politischen Berater Marco Milanese im März 2012 wegen Korruption und illegaler Abgeordnetenfinanzierung angeklagt. Der Prozess endete für Tremonti mit einem „Deal“: Er wurde zu vier Monaten Gefängnis verurteilt, die jedoch in eine Geldstrafe zu 30.000 und eine Buße von 10.000 Euro umgewandelt wurden. Tremonti hatte sich nach Überzeugung des Gerichts von Milanese die Renovierung einer Wohnung am Campo Marzio (im Regierungsviertel von Rom), die Tremonti von 2010 bis 2011 bewohnte, im Wert von 60.000 Euro bezahlen lassen. Der Vorwurf, dass Milanese auch die Miete in Höhe von 8.500 Euro monatlich für Tremonti beglichen hätte, wurde fallen gelassen.
Er ist auch Vorsitzender des italienischen Aspen Institute und schreibt gelegentlich Beiträge für den Corriere della Sera. Außerdem ist Tremonti Mitglied der Istituto Lombardo Accademia di Scienze e Lettere.